# 阿巴泰
阿巴泰（转写：Abatai；1589年—1646年），满洲正蓝旗人，清太祖努爾哈赤第七子。1589年六月十六出生，母侧妃伊尔根觉罗氏。

## 努爾哈赤時代
初授台吉，履從征戰，有戰功。明萬曆三十九年（1611年），阿巴泰與費英東、安費揚古率師討伐東海窩集部烏爾固辰、穆棱二路，俘虜千餘人後撒退。天命八年（1623年），偕同台吉德格類等討伐扎魯特，渡過遼河，擊紥嚕特部長昂安。昂安攜同妻子引牛車逃遁，後金軍隊追擊，昂邦章京達音布戰死。阿巴泰繼續推進，斬殺昂安及其子，俘虜其眾後退軍，努爾哈赤在郊外勞軍，並賞賜跟從出征的將士。
天命十一年（1626年） 九月，皇太極即位，封為貝勒。

## 天聰年間
皇太極登基後，封阿巴泰為貝勒。但阿巴泰認為自己敘功可為和碩貝勒，對此有所不滿並把這個想法告訴了額駙揚古利、達爾漢。皇太極知道後只吩咐眾人勸阿巴泰。天聰元年（1627年），察哈爾昂坤杜稜來歸時設宴款待。阿巴泰卻因恥於蒙古貝勒明安巴克在他地位之上，他則與諸小貝勒同列，所以不肯參與。皇太極將阿巴泰這些話告訴其他的諸位貝勒，貝勒代善與諸貝勒一同斥責阿巴泰說：“德格類、濟爾哈朗、杜度、岳託、碩託他們早已跟從五大臣一起議政，而你沒有議政。阿濟格、多爾袞，多鐸，先帝（努爾哈赤）在的時候就讓他們各統領一旗，至於其他諸貝勒都比阿巴泰先入八分爵位。你阿巴泰現在能封為貝勒，掌管六個牛錄，已比你應得到的多了，可你居然以沒有得到和碩貝勒的爵位來抗爭，那你若得和碩貝勒，豈不是更將覬覦王位。”阿巴泰引罪，罰繳甲冑、雕鞍馬四副、素鞍馬八副。
天聰二年（1628年），阿巴泰與岳託、碩託伐錦州，明師退守寧遠，阿巴泰等人率兵攻克二十一墩台，摧毀錦州、杏山、高橋三城後退軍。天聰三年（1629年），阿巴泰跟從皇太極大軍伐明，自喀喇沁波羅河屯行七日，偕同阿濟格率左翼四旗及蒙古軍攻打龍井關，在夜半攻克。明將易愛自漢兒莊赴援，阿巴泰攻擊斬殺他，順勢又攻取其城。當時皇太極攻克洪山口，逼近遵化，打敗明軍山海關援兵。再領軍趨近通州，明總兵滿桂、侯世祿屯兵順義，阿巴泰偕同岳託擊敗他們，獲千餘匹馬、百匹駱駝，順義亦被攻下。當時袁崇煥、祖大壽以二萬士兵屯守廣渠門外，阿巴泰偕同莽古爾泰等率師攻打。後聽聞明軍有伏兵於右，諸貝勒相約入隘後必定趨向右方，若出中路，與避敵同罪。豪格軍趨向右方，打敗伏兵，轉戰至城壕。阿巴泰卻出軍中路，雖亦破敵軍，當與豪格軍相會後罷戰，諸貝勒商議違約之罪，阿巴泰當被削去爵位。皇太極卻指阿巴泰並非怯懦，只是要照顧其二子，與豪格失約，決定對阿巴泰寬容處理不加罪於他。阿巴泰行兵至通州，焚燒其舟，侵略張家灣。天聰四年（1630年），阿巴泰跟從皇太極圍攻永平，與濟爾哈朗邀斬叛將劉興祚。阿巴泰跟從皇太極至薊州，明兵五千人自山海關趕至，阿巴泰等奮戰攻擊，殲其叛將劉興祚。再命阿巴泰守永平。明兵攻打灤州，阿巴泰偕同薩哈璘開赴救援，明兵引退後亦撒退。
天聰五年（1631年）七月，清朝初設六部，命其掌工部事。同年阿巴泰跟從皇太極圍攻大凌河，正黃旗圍北之西，鑲黃旗圍北之東，阿巴泰率巴牙喇兵為策應。祖大壽出降，阿巴泰偕同德格類、多爾袞、岳託以兵四千易服漢裝，從祖大壽夜襲錦州，二更行，炮發不絕聲。錦州人聽到後，謂大凌河兵逃逸，爭出相應逃兵，阿巴泰縱師出擊，斬馘甚多。是夜大霧，兩軍皆失隊伍，乃退兵。天聰七年（1633年），築蘭磐城，賜御用蟒衣一襲、 紫貂皮八套、馬一匹。皇太極下詔問阿巴泰征明及朝鮮、察哈爾三者何者為先，阿巴泰請先伐明。同年八月，阿巴泰率軍侵略山海關，俘數千人後退兵。皇太極迎勞，但是責其不深入。天聰八年（1634年），跟從大軍出征宣府，至應州，攻克靈丘及王家莊。天聰九年（1635年），阿巴泰因病手痛，皇太極說：「爾自謂手痛不耐勞苦。不知人身血脈，勞則無滯。惟家居佚樂，不涉郊原，手不持弓矢，忽爾勞動，疾痛易生。若日以騎射為事，寧復患此？凡有統帥之責者，非躬自教練，士卒奚由奮？爾毋媮安，斯克敵制勝，身不期強而自強矣。」

## 崇德年間
崇德元年（1636年）四月，阿巴泰受封為多羅饒餘貝勒。同年六月，阿巴泰聯同英郡王阿濟格率師攻明。攻克雕鶚堡、長安嶺堡，逼近延慶，分兵攻克定興、安肅、容城、安州、雄、東安、文安、寶坻、順義、昌平十城。五十六戰皆報捷，俘虜十數萬人後退軍，皇太極出城十里迎接犒勞大軍，酌以金卮。皇太極率領大軍討伐朝鮮，留阿巴泰防守噶海城。崇德三年（1638年），皇太極討伐喀爾喀，阿巴泰與代善留守，修築遼陽都爾弼城，復治盛京至遼河的道路，道路闊十丈，高三尺，兩邊夾以濬壕。多爾袞率師伐明，以阿巴泰為副將，毀去邊牆而入，越過明都趨近涿州，直抵山西。又東趨至臨清，攻克濟南。侵略天津、遷安，出兵青山關後退軍。賞賜馬二匹、銀五千兩。崇德四年（1639年），偕同阿濟格侵略錦州、寧遠。
崇德五年（1640年），偕同多爾袞屯田義州，分兵攻克錦州城西九台，收割其稻禾；又攻克小凌河西二台。偕同杜度伏兵寧遠，截斷明軍運道，奪米千石。移師打敗明軍杏山、松山兵馬。當時大軍更連番圍錦州，阿巴泰屢次往還其間。崇德六年（1641年），跟從多爾袞遠去錦州三十里為營及遣士卒還家之罪，論罪削爵，奪去所屬戶口。皇太極下詔寬恕，只罰銀二千兩。再跟從皇太極大破洪承疇十三萬援兵。崇德七年（1642年），錦州出降，偕同濟爾哈朗圍攻杏山，攻克後還守錦州。論功行賞時，賞賜蟒緞七十匹。
同年十月，授奉命大將軍之職討伐明朝，內大臣圖爾格為副將。大軍自黃崖口入明邊境，打敗明將白騰蛟等於薊州，破河間、景州。趨近兗州，擒斬明魯王朱以派等。分兵徇萊州、登州、青州、莒州、沂州，南至海州。回軍時侵略滄州、天津、三河、密雲。凡攻克八十八城，逼降六城，俘虜三十六萬人，掠得金一萬二千兩、銀二百二十萬兩。崇德八年（1643年）五月，全師退還，皇太極派遣濟爾哈朗、多爾袞等於郊外三十里迎接大軍，賞賜銀萬兩。

## 順治年間
順治元年（1644年）四月，晉封為多羅饒餘郡王。順治二年（1645年）正月，阿巴泰統率左右兩翼出兵鎮守山東，剿滅滿家洞土寇後再退兵。滿家洞為活躍在山東嘉祥一帶的抗清武裝，他們挖遍地洞，出沒其中，形成一定聲勢。清軍用土石塞填地洞，攻破十幾處。繼而阿巴泰派遣都統準塔擊敗駐紮在徐州一帶的南明軍隊，積極準備南下。順治三年（1646年）三月廿五，阿巴泰病逝，終年五十八歲。康熙元年（1662年），被康熙帝追封為饒餘親王。康熙十年（1671年），朝廷追加諡號為「敏」。

## 家族

### 妻妾
- 嫡福晉納喇氏，男三坦之女
- 側福晉博爾濟吉特氏，弼齊克圖之女
- 妾莽諾特氏，扎普薩爾之女
- 妾公吉納特氏，積郎扎普之女
- 妾烏梁海濟爾莫特氏，何爾之女

### 子孫
阿巴泰有五位兒子，五人都有爵位：尚建、博和託、博洛、岳樂、和度，而阿巴泰爵位由岳樂承襲。
- 長子：賢愨貝子尚建
  - 長子：悼愍貝子蘇布圖
  - 次子：介潔貝子強度
- 次子：溫良貝子博和託
  - 長子：懷愍輔國公翁古
  - 次子：懷儀輔國公錦柱
  - 三子：介潔貝子佛克齊庫
  - 四子：貝子彰泰
- 三子：已革端重定親王博洛
  - 四子：已革多羅敏思郡王塔爾納
  - 八子：懷思貝勒齊克新
- 四子：和碩安和親王岳樂[註⁠ 1]，以罪追降為郡王及奪諡
  - 五子：和碩安懿郡王瑪爾渾
  - 八子：三等輔國將軍色楞額
  - 十六子：已革三等輔國將軍賽布禮
  - 十七子：已革僖郡王，以父罪降為鎮國公經希
  - 十八子：已革多羅勤郡王、诗人蘊端
- 五子：和度

阿巴泰有七個女兒，皆嫡妻所生。
- 長女：萬曆三十二年出生，適李永芳，天聰三年去世。
- 次女縣主：萬曆三十三年出生，適那拉氏佐領禪布，康熙十五年去世。
- 三女縣主：萬曆三十九年出生，適郭絡羅氏輕車都尉農鐸，順治五年去世。
- 四女縣主：萬曆四十二年出生，適博爾濟吉特氏子爵布爾哈爾岱達爾漢，康熙八年去世。
- 五女郡君：天命二年出生，適舒穆祿氏公爵内大臣塔瞻，康熙十二年去世。
- 六女：天命五年出生，適博爾濟吉特氏頭等侍衛塞爾祜稜，順治二年去世。
- 七女縣主：天命六年出生，適博爾濟吉特氏多羅貝勒綽爾濟，生孝惠章皇后，康熙八年去世。

## 註解
1. ↑  1646年，阿巴泰薨，岳乐袭爵。[參⁠ 2]
2. ↑   註:

## 延伸阅读
[在维基数据编辑]
 《清史稿/卷217》，出自趙爾巽《清史稿》